# Boeing 727
O Boeing 727 é uma aeronave de fuselagem estreita, trijato, que foi produzida pela Boeing Commercial Airplanes de 1962 a 1984.
Após a introdução do Boeing 707 em 1958, a Boeing atendeu à demanda por voos mais curtos em aeroportos menores. Em 5 de dezembro de 1960, o 727 foi lançado com oitenta pedidos, sendo quarenta da United Airlines e quarenta da Eastern Air Lines. O primeiro 727-100 foi apresentado em 27 de novembro de 1962 e seu primeiro voo foi em 9 de fevereiro de 1963, entrando em serviço na Eastern em 1° de fevereiro de 1964.
O único trijato da Boeing é alimentado por motores Pratt & Whitney JT8D turbofans abaixo de uma cauda em T, uma em cada lado da fuselagem e um no centro através de um duto em S. Ele compartilha sua seção transversal da cabine da fuselagem superior e o Cabine de comando com o 707.
O 727-100 tem 133,6 pés (40,6 m) de comprimento, normalmente transporta 106 passageiros em duas classes com mais de 4 150 km, ou 129 em uma única classe. Lançado em 1965, o 727-200 alongado voou em julho de 1967 e entrou em serviço com a Northeast Airlines em dezembro daquele ano. Essa variante é 20 pés (20m) mais longa e normalmente transportava 134 passageiros em duas classes acima de 2 550 nmi (4.720 km), ou 155 em uma única classe. Além da acomodação do avião, foram oferecidos um cargueiro e uma versão conversível Quick Change.
O 727 foi usado para muitos voos domésticos e alguns voos internacionais dentro de seu alcance. Os regulamentos de ruído dos aeroportos levaram a instalações de hush kit. Seu último voo comercial de passageiros ocorreu em janeiro de 2019. Foi substituído pelo Boeing 757 e variantes maiores do Boeing 737. Em maio de 2020, um total de 13 modelos do Boeing 727 ainda estavam em serviço comercial cargueiro em 6 companhias aéreas, inclusive um em uso governamental e outro em uso privado. Houve 118 acidentes e incidentes envolvendo o modelo. 1 832 unidades foram construídas, com o fim da produção em setembro de 1984.

## Desenvolvimento

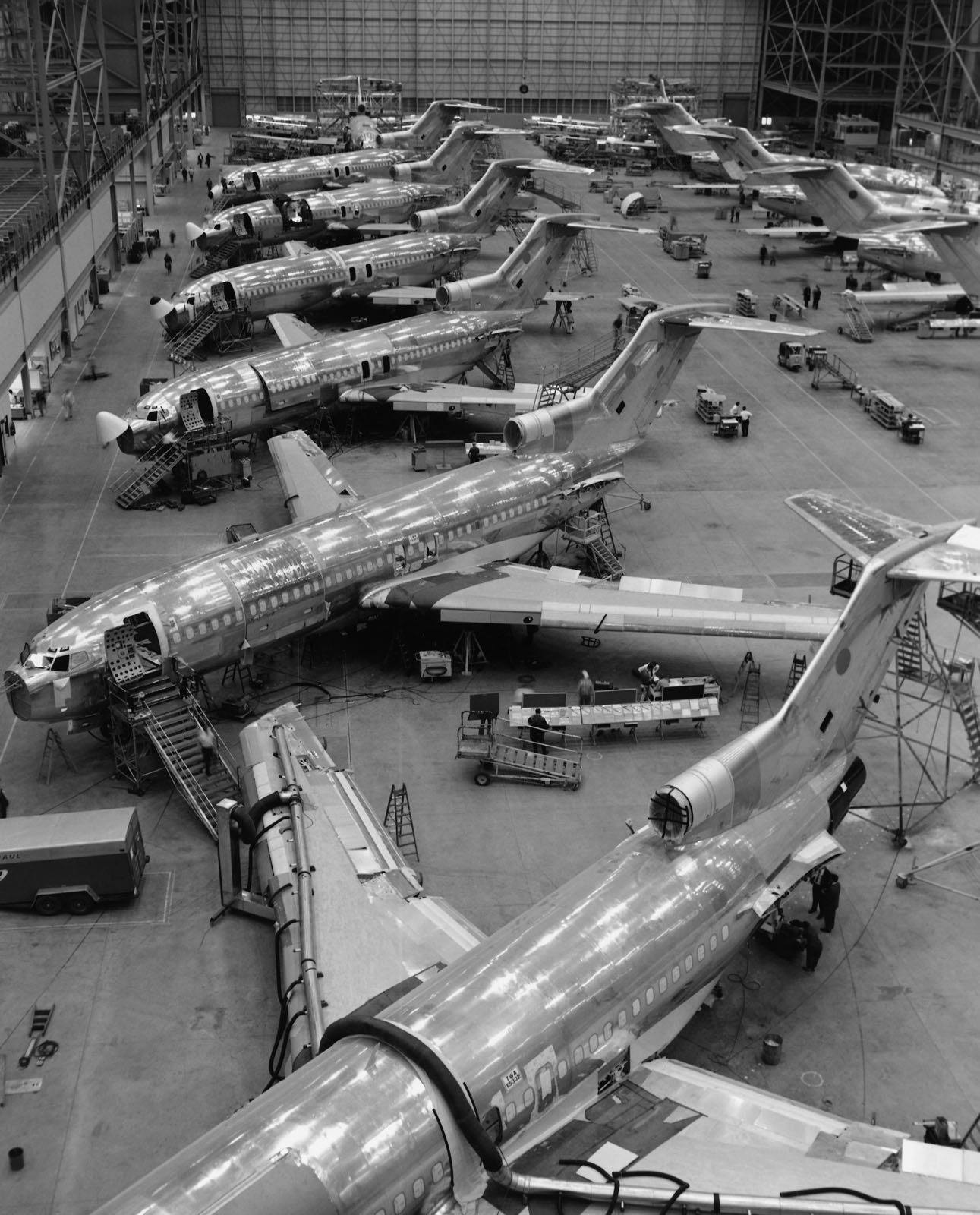
Linha de produção do 727

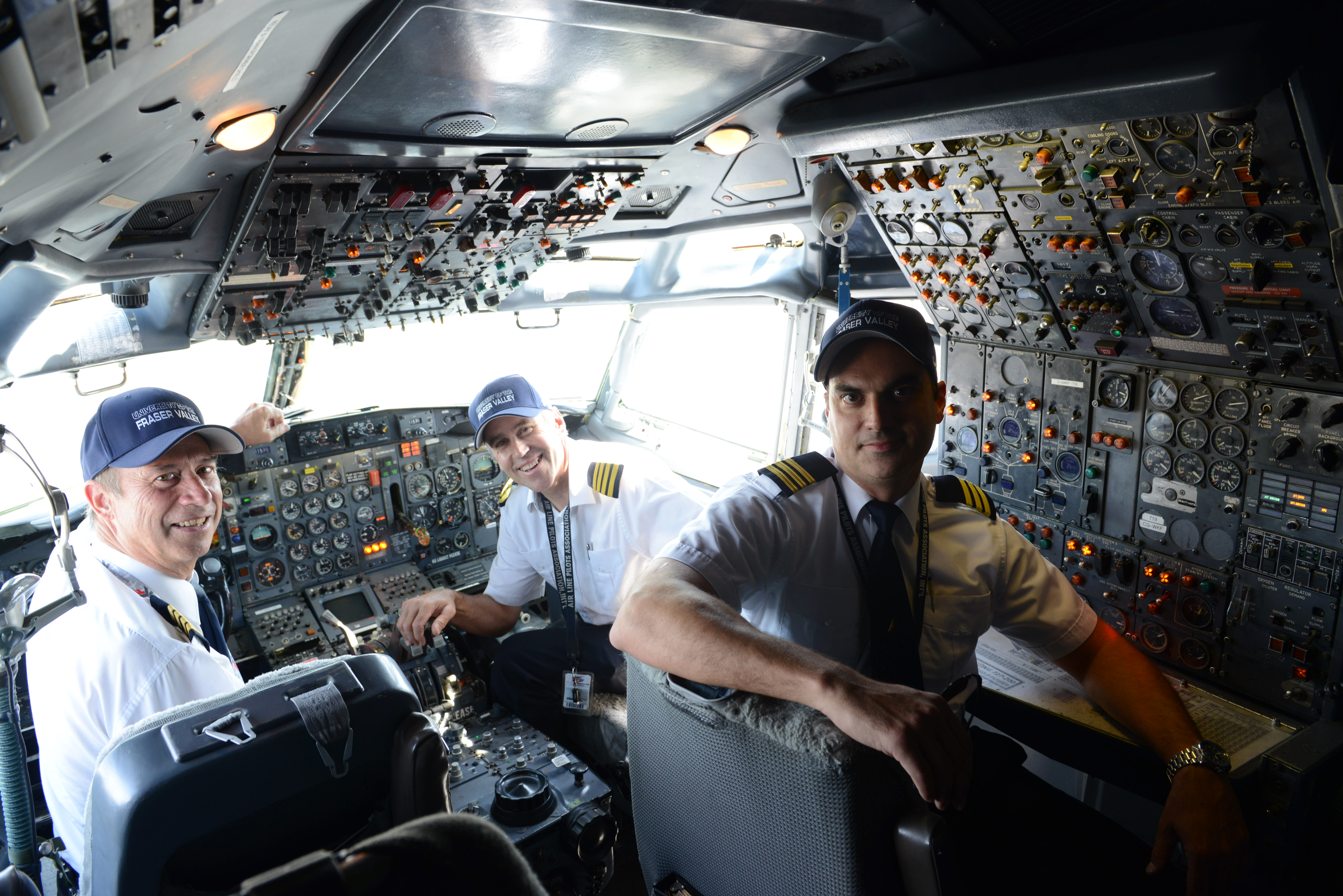
Cabine de comando de três tripulantes

O projeto do Boeing 727 foi um compromisso entre a United Airlines, American Airlines e Eastern Air Lines, cada um dos três desenvolveu requisitos para um avião a jato para atender cidades menores, com pistas mais curtas e menos passageiros. A United Airlines solicitou uma aeronave de quatro motores para seus voos para aeroportos de alta altitude, especialmente seu hub no Aeroporto Internacional de Stapleton, em Denver, Colorado. A American Airlines, que operava o Boeing 707 e o Boeing 720 com quatro motores, solicitou uma aeronave bimotor para obter eficiência. A Eastern Airlines queria um terceiro motor para seus voos sobre o mar para o Caribe, uma vez que os voos comerciais bimotores eram limitados por regulamentos a rotas com tempo máximo de voo de 60 minutos para um aeroporto. Eventualmente, as três companhias aéreas concordaram com um projeto de trijato para a nova aeronave.
Em 1959, Lord Douglas, presidente da British European Airways (BEA), sugeriu que a Boeing e a De Havilland Company (mais tarde Hawker-Siddeley) trabalharem juntas em seus projetos de trijato, o 727, e o Hawker-Siddeley Trident respectivamente. Os dois projetos tinham um layout semelhante, o 727 sendo um pouco maior. Naquela época, a Boeing pretendia usar três motores turbofan Allison AR963, com versões do Rolls-Royce RB163 Spey usados pelo Trident. A Boeing e a Havilland enviaram engenheiros para os locais da outra empresa para avaliar os projetos, mas a Boeing acabou decidindo contra a joint venture. A De Havilland queria que a Boeing licenciasse a construção do DH121, enquanto a Boeing achava que a aeronave precisava ser projetada para o mercado americano, com seis assentos lado a lado e capacidade de usar pistas de até 1 400 m de comprimento (4 500 pés).
Em 1960, a Pratt & Whitney procurava um cliente para o seu novo estudo de projeto de turbina a jato JT8D, desenvolvido de uma turbina J52, enquanto a United e Eastern estavam interessadas em uma alternativa da Pratt & Whitney ao RB163 Spey. Assim que Pratt & Whitney concordaram em prosseguir com o desenvolvimento do JT8D, Eddie Rickenbacker, presidente do conselho da Eastern, disse à Boeing que a companhia aérea preferia o JT8D aos seus 727s. A Boeing não havia oferecido o JT8D, pois era 450 kg mais pesado que o RB163, embora um pouco mais poderoso, o RB163 também estava em desenvolvimento além do JT8D. A Boeing concordou com relutância em oferecer o JT8D como uma opção no 727, e mais tarde se tornou o único motor.
Com dispositivos hipersustentadores nas asas, o 727 poderia usar pistas mais curtas do que a maioria dos jatos anteriores como a pista de 1463 metros em Key West por exemplo.
Os modelos posteriores do 727 foram alongados para transportar mais passageiros e substituíram os aviões a jato anteriores, como o Boeing 707 e o Douglas DC-8, bem como os antigos aviões a hélice, como o Douglas DC-4, DC-6, DC-7 e o Lockheed Constellation em rotas curtas e médias.
Por mais de uma década, mais 727 foram construídos por ano do que qualquer outro avião a jato. Em 1984, a produção foi encerrada com 1 832 unidades construídas e 1 831 entregues, o maior total para qualquer avião a jato até o Boeing 737 ultrapassá-lo no início dos anos 90.

## Design

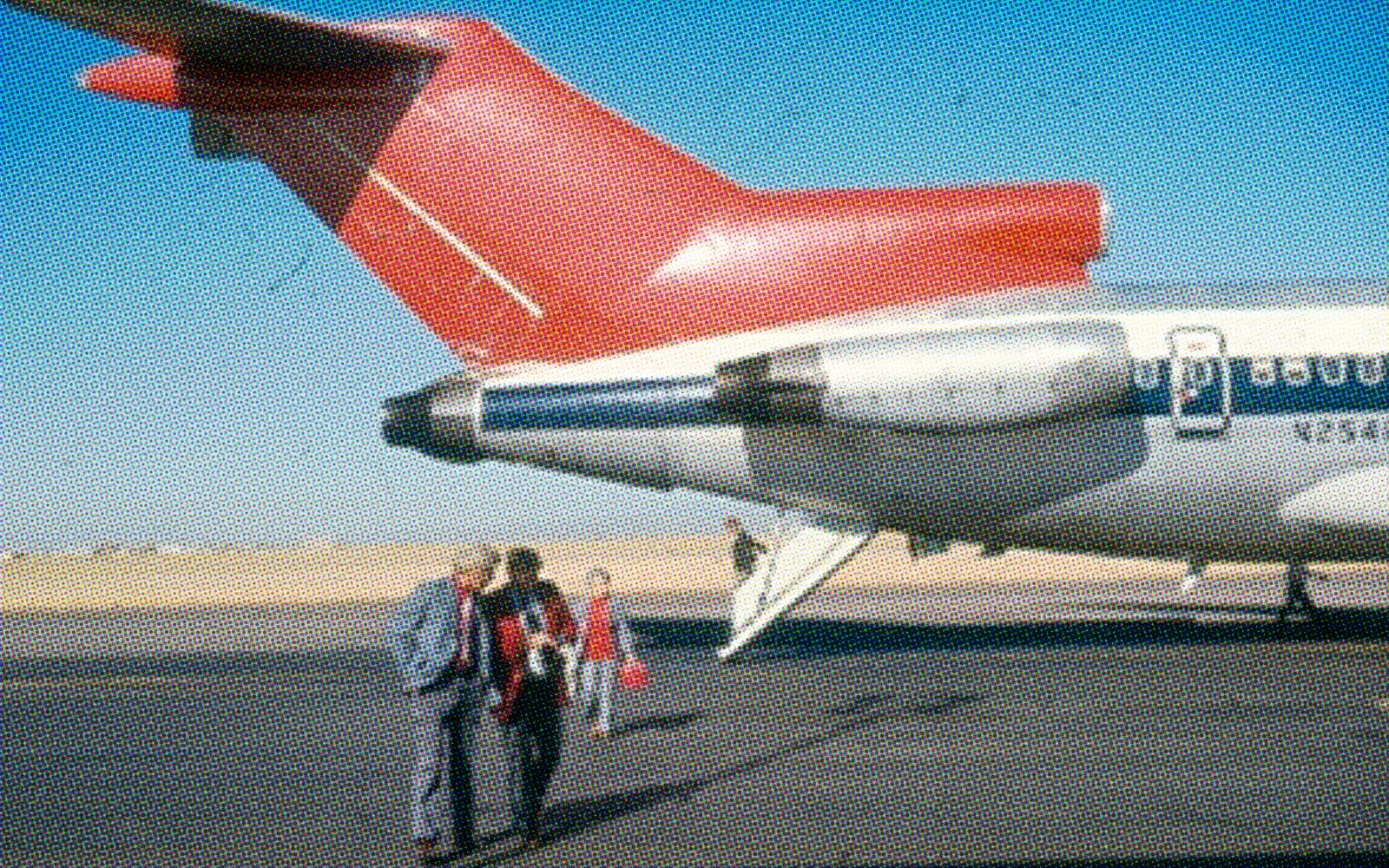
A cauda do 727 e a escada traseira

O motor central do avião na extrema traseira da fuselagem recebe ar a partir de uma frente de entrada do estabilizador vertical através de um duto em forma de S. Esse duto em S provou ser problemático, pois a distorção do fluxo no duto induziu um aumento no motor da linha central na decolagem do primeiro voo do 727-100. Isso foi corrigido pela adição de vários grandes geradores de vórtices no interior da primeira curva do duto.

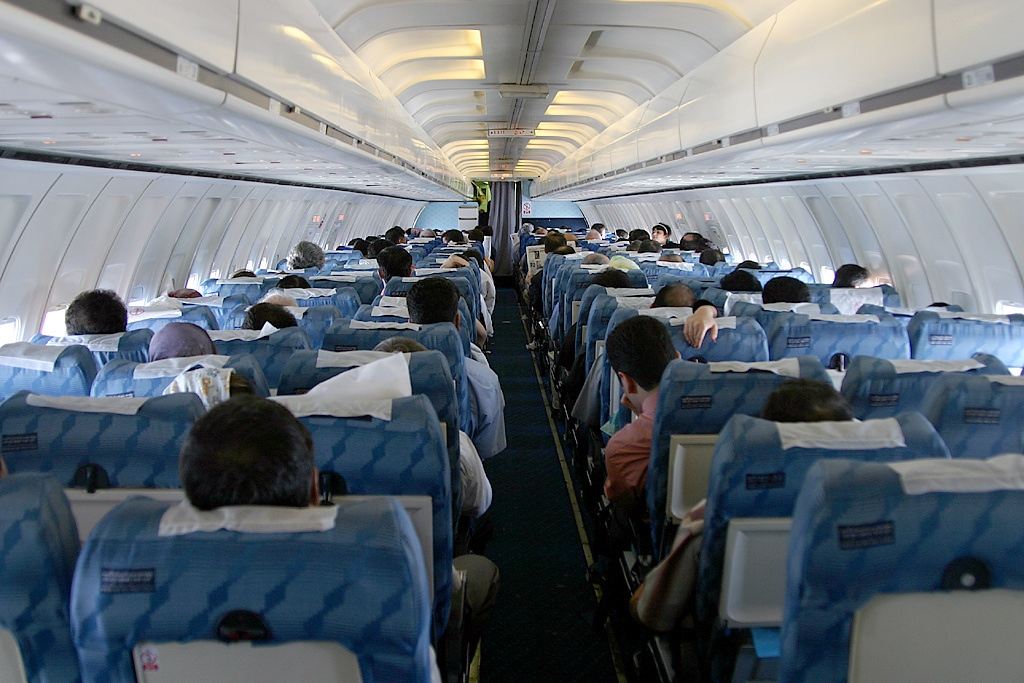
Fileira de 3 assentos

O 727 foi projetado para aeroportos menores, portanto a independência das instalações terrestres era um requisito importante. Isso levou a uma das características mais distintivas do 727: a escada interna que se abre a partir do ventre traseiro da fuselagem, que inicialmente poderia ser aberto em voo. O sequestrador D. B. Cooper usou essa escotilha quando saltou de paraquedas nas costas de um 727, enquanto sobrevoava o Noroeste Pacífico. A Boeing posteriormente modificou o design com a escada Cooper, para que não pudesse ser abaixado durante em voo. Outra inovação foi a unidade de energia auxiliar (APU), que permitia que os sistemas elétricos e de ar condicionado funcionassem independentemente de uma fonte de alimentação terrestre e sem a necessidade de dar partida em um dos principais motores. Uma característica incomum do projeto é que a APU é montada em um orifício na parte central da quilha, no compartimento principal do trem de pouso. O 727 está equipado com um patim retrátil projetado para proteger a aeronave em caso de rotação excessiva na decolagem. A fuselagem do 727 tem um diâmetro externo de 148 polegadas (3,8 m). Isso permite seis assentos ao lado (três por lado) e um único corredor quando assentos da classe de treinador de 46 cm de largura estão instalados. Uma característica incomum da fuselagem é a diferença de 10 polegadas (25 cm) entre a parte inferior para a frente e para trás da asa, pois a altura mais alta da fuselagem da seção central foi simplesmente mantida na parte traseira.
Os freios nasewheel estavam disponíveis como uma opção para reduzir a distância de frenagem no pouso, o que proporcionou redução nas distâncias de frenagem de até 150 m.
O 727 provou ser um avião tão confiável e versátil que chegou a formar o núcleo das frotas de muitas companhias aéreas iniciantes. O 727 foi bem-sucedido com as companhias aéreas em todo o mundo, em parte porque podia usar pistas menores enquanto ainda voava em rotas de médio alcance. Isso permitiu às companhias aéreas transportar passageiros de cidades com grandes populações, mas aeroportos menores para destinos turísticos em todo o mundo. Uma das características que deram ao 727 sua capacidade de pousar em pistas mais curtas foi o design de suas asas limpas. Sem motores montados nas asas, dispositivos de ponta (Krueger, ou dobradiças) batem na asa interna e slats extensíveis na ponta das asas e equipamento de aprimoramento de elevação na borda traseira (com tripla ranhura, com abas do flap) poderia ser usado em toda a asa. Juntos, esses dispositivos de alta elevação produziram um coeficiente máximo de elevação da asa de 3,0 (com base na área da asa retraída pela aba). O 727 era estável em velocidades muito baixas em comparação com outros jatos iniciais, mas algumas companhias aéreas domésticas descobriram, após revisão de vários acidentes, que a configuração do flap em 40 graus poderia resultar em uma taxa de afundamento acima do desejado ou uma parada na final da abordagem. Os manuais de operação desses pilotos não permitiam o uso de mais de 30° dos flaps no 727, chegando até a instalar placas no slot da alavanca para impedir a seleção de mais de 30° de flaps.

### Ruído

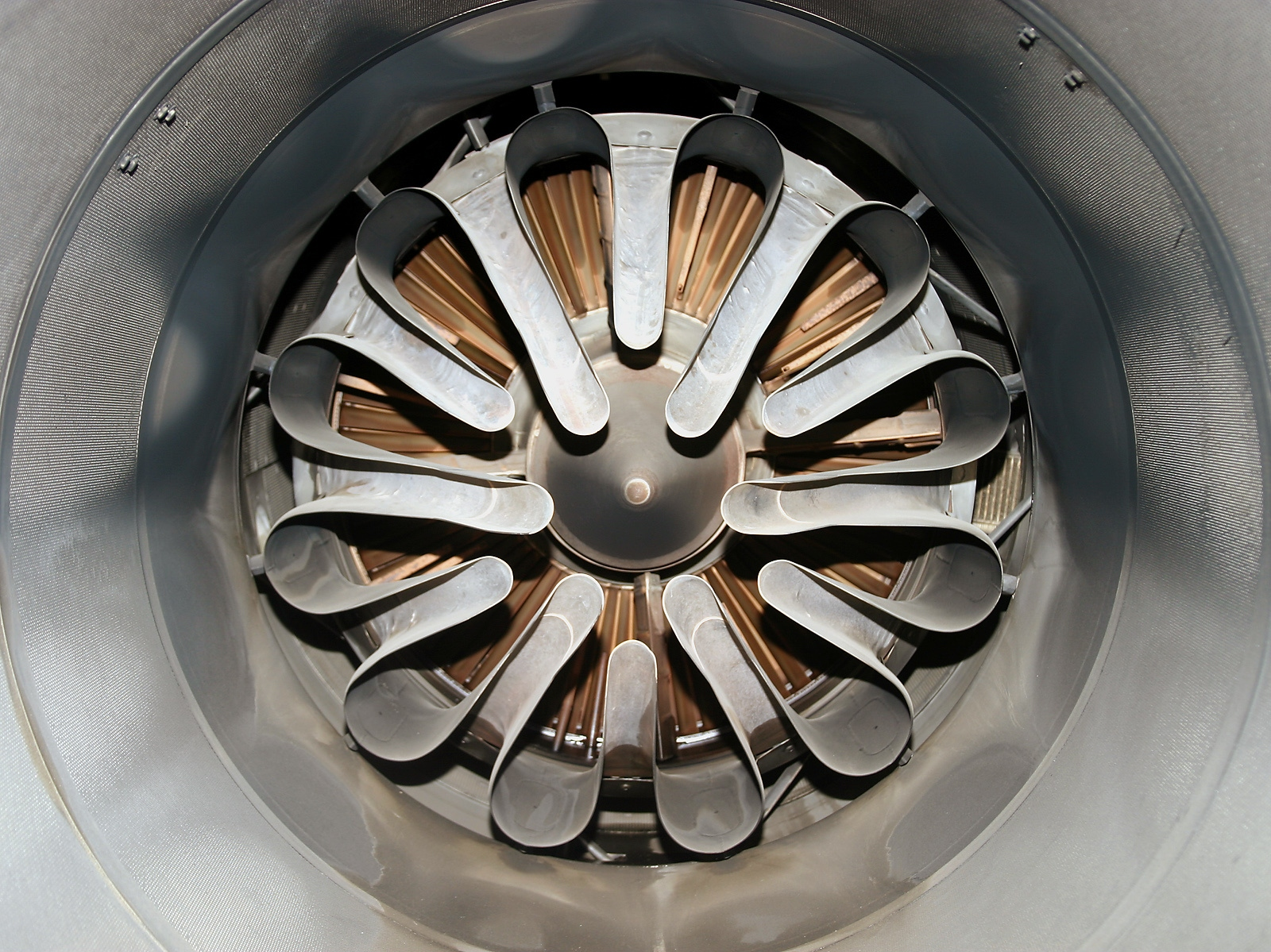
Um hush kit de estágio 3 para o motor JT8D-1

O 727 é um dos jatos comerciais mais barulhentos, classificado como Estágio 2 pela Lei de Controle de Ruído de 1972 dos EUA, que determinou a introdução gradual de aeronaves mais silenciosas do Estágio 3. Os motores a jato JT8D do 727 usam a tecnologia mais antiga de turbofan de by-pass, enquanto as aeronaves de Estágio 3 usam turbofans mais silenciosos e modernos. Quando o requisito do Estágio 3 foi proposto, os engenheiros da Boeing analisaram a possibilidade de incorporar motores mais silenciosos no 727. Eles determinaram que o motor JT8D-200 poderia ser usado nos dois pilares montados na lateral. Os motores JT8D-200 são muito mais silenciosos que os motores variantes JT8D-1 a -17 originais que alimentam o 727, além de serem mais eficientes em termos de combustível devido à maior taxa de desvio, mas as mudanças estruturais se ajustam ao motor de diâmetro maior (49.2 O diâmetro do ventilador de 125 cm no JT8D-200, em comparação com 101,9 cm do JT8D-1 a -17) na fuselagem no local número dois do motor era proibitivo.
Os regulamentos atuais exigem que um jato de ruído como o 727 ou qualquer outro jato de ruído do Estágio 2 em serviço comercial seja equipado com um hush kit para reduzir o ruído do motor aos níveis do Estágio 3 para continuar a voar no espaço aéreo dos EUA. Estes regulamentos estão em vigor desde 31 de dezembro de 1999. Um hush kit silencioso foi oferecido pela FedEx, e foi comprado por mais de 60 clientes. Os kits de winglets, originalmente desenvolvidos pela Valsan Partners e posteriormente comercializados pela Quiet Wing Corp, foram instalados em muitos 727s para reduzir o ruído em velocidades mais baixas, bem como para reduzir o consumo de combustível. Além disso, a Raisbeck Engineering desenvolveu pacotes para permitir que o 727s atenda aos requisitos de ruído do Estágio 3. Esses pacotes conseguiram que os 727s leves e médios atendessem ao estágio 3 com mudanças simples nos horários de slats e flaps. Para os 727s de maior peso, os misturadores de exaustão devem ser adicionados para atender ao Estágio 3. A American Airlines encomendou e recebeu 52 sistemas Raisbeck 727 Estágio 3. Outros clientes incluem TWA, Pan Ame, Air Algérie, TAME e muitas outras companhias aéreas menores.
Desde 1° de setembro de 2010, o 727 (incluindo modelos que possuem o hush kit) são proibidos em alguns aeroportos australianos por serem barulhentos demais.

## Histórico operacional

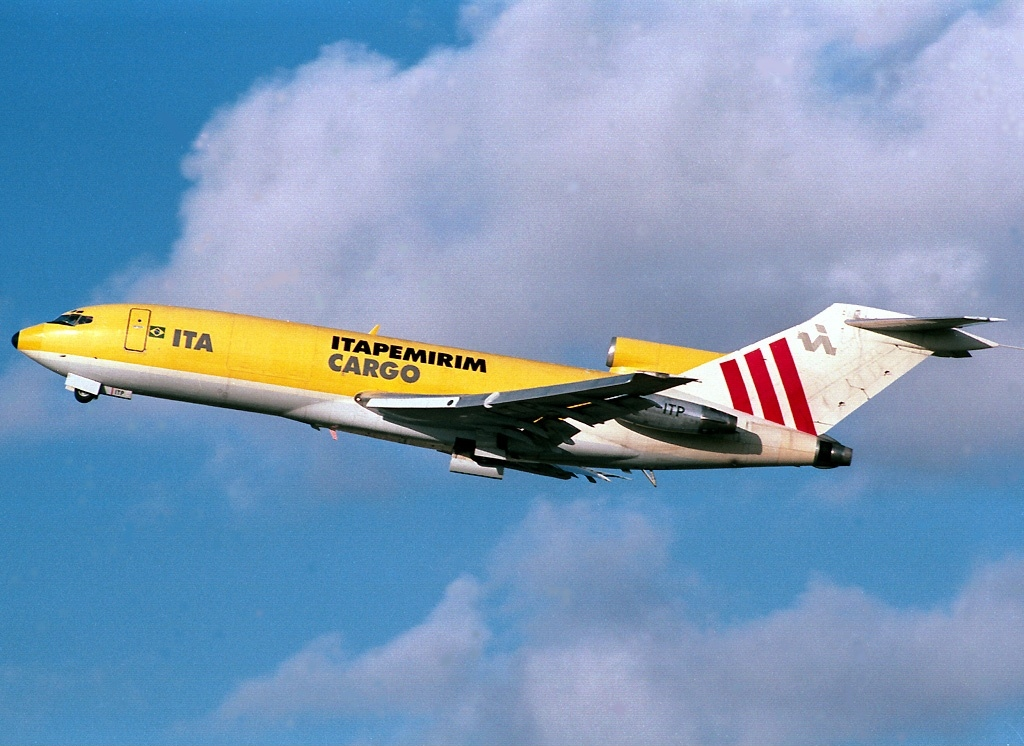
Um 727-30C da Itapemirim Cargo

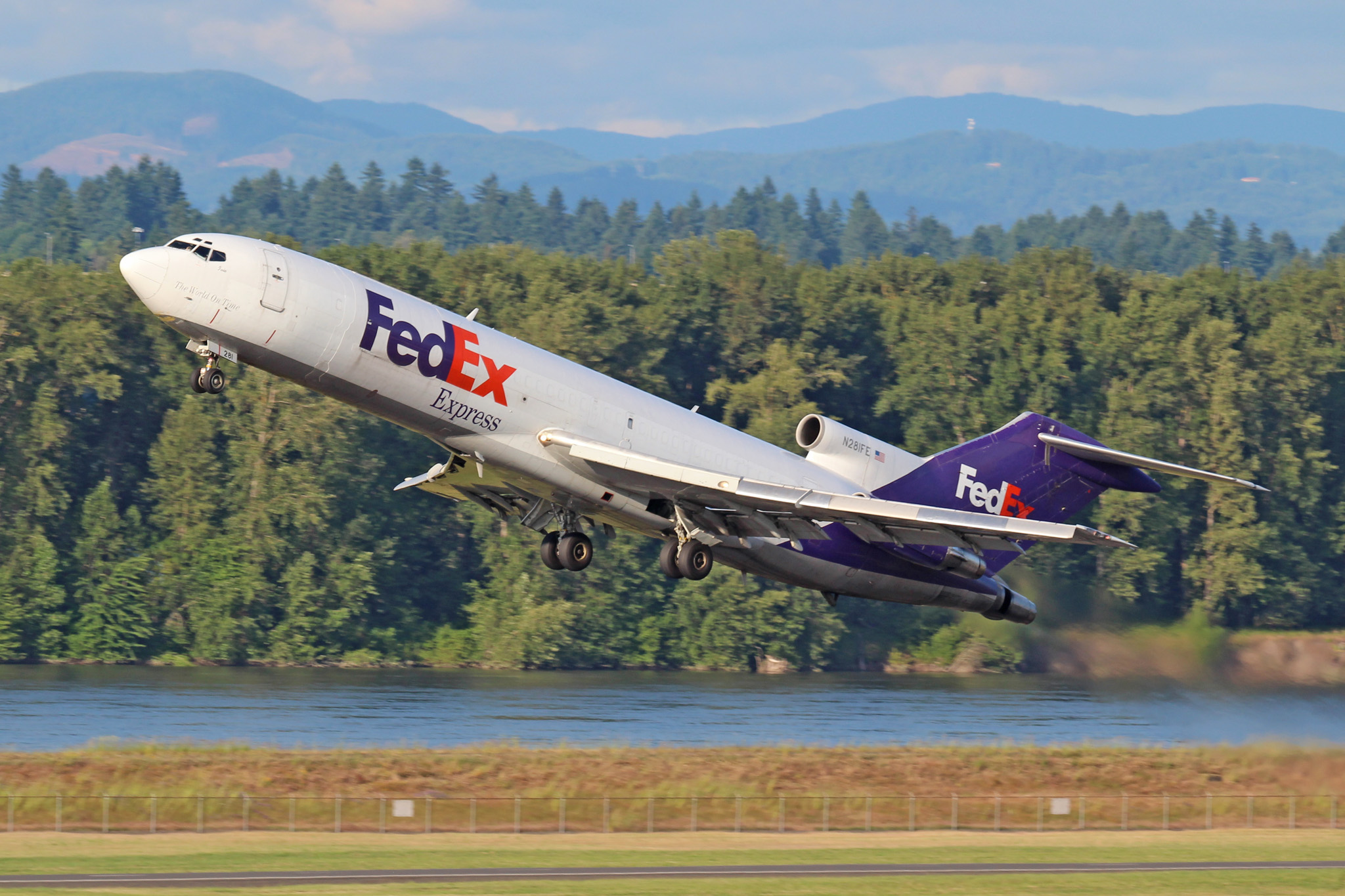
Um 727-233 da FedEx Express decola no Aeroporto Internacional de Portland

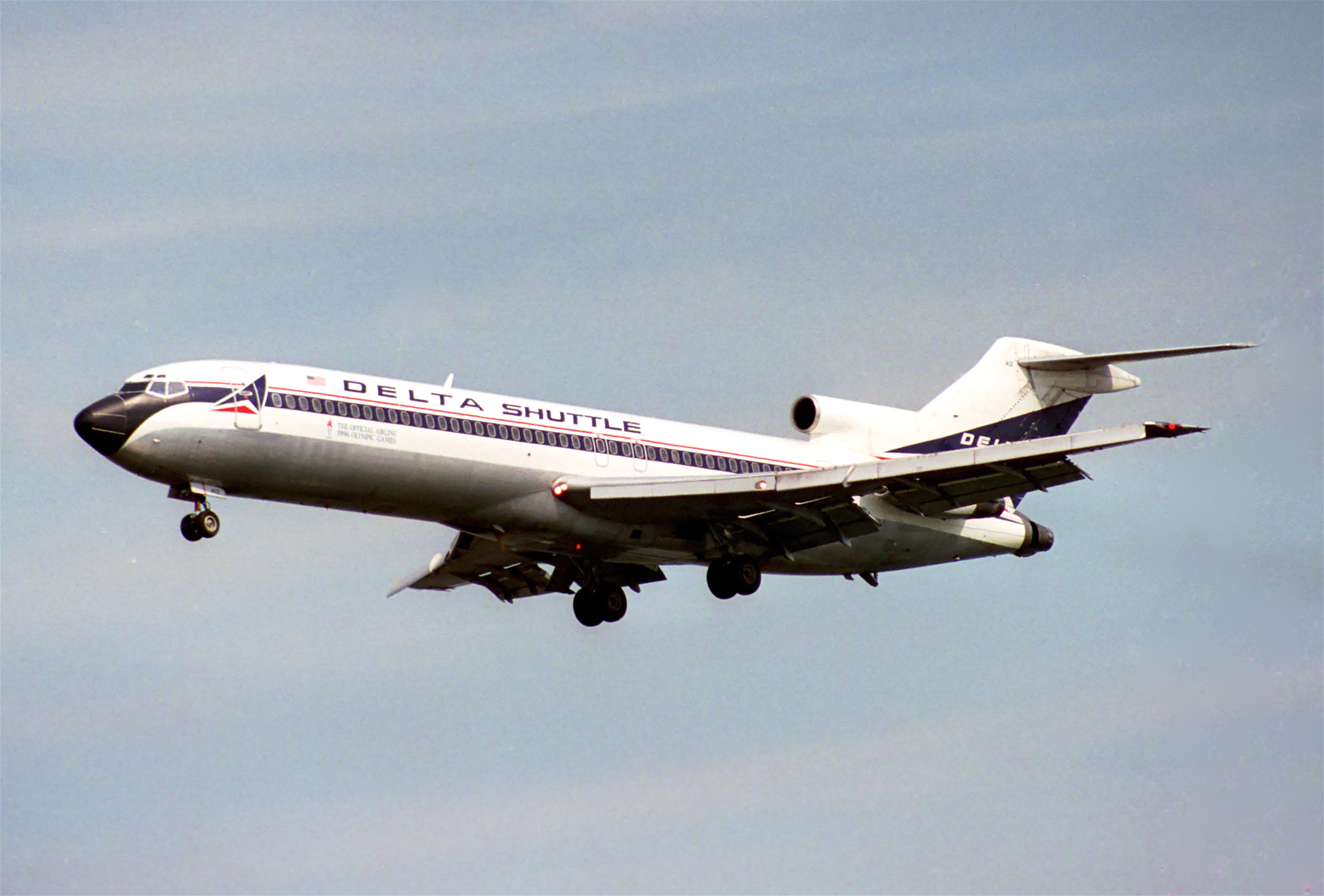
A Delta Air Lines retirou o seu último 727 de serviço comercial em abril de 2003

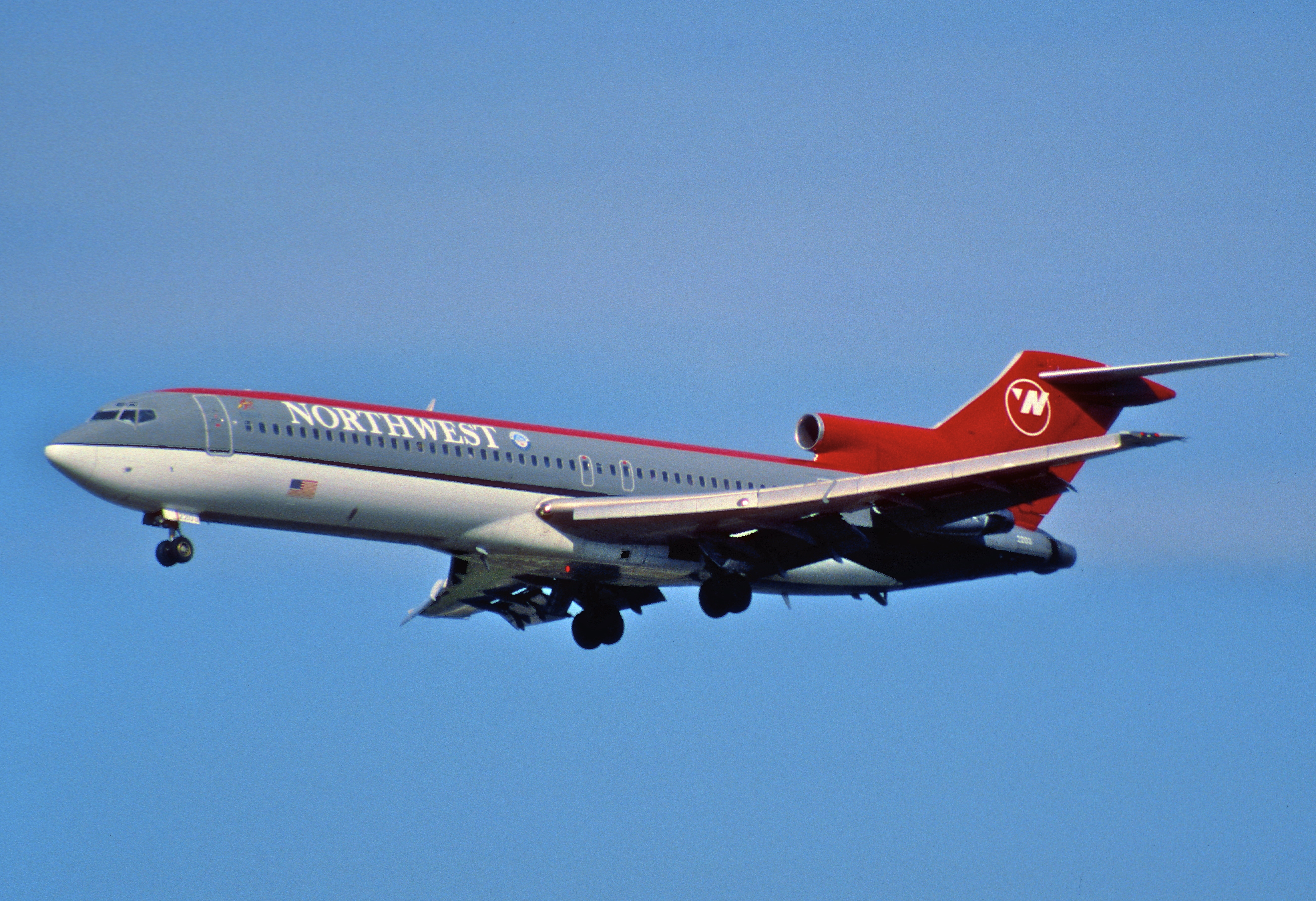
A Northwest Airlines aposentou o seu último 727 de serviço charter em junho de 2003

Além dos voos domésticos de médio alcance, o 727 era popular entre as companhias aéreas internacionais de passageiros. A variedade de voos que poderia cobrir (e a segurança adicional adicionada pelo terceiro motor) significava que o 727 se mostrou eficiente para voos internacionais de curto a médio alcance em áreas ao redor do mundo. Antes de sua introdução, eram necessários jatos de quatro motores ou aviões movidos a hélice para o serviço transoceânico.
O 727 também se mostrou popular entre as companhias aéreas de carga e fretamento. A FedEx Express introduziu o 727 em 1978. Os 727 foram a parte principal de sua frota até os anos 2000, quando a FedEx começou a substituí-los pelo Boeing 757 em 2007. Muitas companhias aéreas cargueiras em todo o mundo empregam o 727 como força de trabalho, pois, como está sendo retirado do serviço doméstico dos EUA por causa de regulamentos de ruído, fica disponível para usuários estrangeiros em áreas onde esses regulamentos sobre ruído ainda não foram instituídos. As companhias aéreas charter Sun Country, Champion Air e Ryan International Airlines iniciaram seus serviços com o 727. O 727 também teve uso militar. Como a escada traseira podia ser aberta em voo, a Agência Central de Inteligência os usou para deixar agentes e suprimentos atrás das linhas inimigas no Vietnã.
O 727 provou ser popular onde a companhia aérea atende aeroportos com pistas de cascalho, ou de outra forma levemente melhoradas. A companhia aérea canadense First Air, por exemplo, usou anteriormente o 727-100C para servir as comunidades de Resolute Bay e Arctic Bay em Nunavut, cujo Aeroporto de Resolute Bay e o antigo Aeroporto de Nanisivik possuem pistas de cascalho. Os motores de alta montagem reduzem bastante o risco de danos a objetos menores.
Uma versão militar, o Boeing C-22, foi operada como aeronave de transporte de médio alcance pela Guarda Nacional Aérea e pelo Gabinete da Guarda Nacional para o transporte aéreo tático. Um total de três C-22B estava em uso, todos designados ao 201º Esquadrão Tático, da Guarda Nacional Aérea do Distrito de Columbia.
No início do século XXI, o 727 permaneceu em serviço com algumas grandes companhias aéreas. Diante dos preços altos do petróleo, queda do número de passageiros devido ao clima econômico do pós-11 de setembro, crescentes restrições ao ruído do aeroporto e despesas extras com a manutenção de aviões mais antigos e o pagamento de salários dos engenheiros de voo, a maioria das grandes companhias aéreas retirou seus 727 de serviço, sendo substituído por aviões bimotores mais silenciosos e econômicos. Os aviões modernos também têm uma tripulação menor de dois pilotos, enquanto o 727 exigia dois pilotos e um engenheiro de voo. A Delta Air Lines, retirou seu último 727 de serviço em abril de 2003. A Northwest Airlines aposentou seu último 727 do serviço de fretamento em junho de 2003. Muitas companhias aéreas substituíram seus 727 pelo Boeing 737-800 ou Airbus A320, ambos próximos em tamanho ao 727-200. Em julho de 2013, 109 Boeing 727s estavam em serviço comercial com 34 companhias aéreas. Três anos depois, o total havia caído para 64 aeronaves com 26 companhias aéreas.
Em 2 de março de 2016, o primeiro 727 produzido (N7001U), que voou pela primeira vez em 9 de fevereiro de 1963, voou para um museu após uma extensa restauração. O 727-100 transportou cerca de três milhões de passageiros durante seus anos de serviço. Originalmente um protótipo, foi posteriormente vendido à United Airlines, que o doou ao Museu do Voo em Seattle em 1991. O jato foi restaurado por mais de 25 anos pelo museu e transportado de Paine Field em Everett, Washington, para o Boeing Field, onde foi colocado em exibição permanente no Pavilhão da Aviação. A Administração Federal de Aviação (FAA) concedeu ao museu uma permissão especial para o voo de 15 minutos. O 727-223 anterior do museu, número de cauda N874AA, foi doado ao Airline History Museum em Kansas City e será levado de avião para sua nova casa assim que a aprovação da FAA for concedida.
Em 13 de janeiro de 2019, o último voo comercial de passageiros de um Boeing 727 foi realizado entre Zahedan a Teerã pela Iran Aseman Airlines.

## Variantes
Existem duas variantes básicas do 727. O 727-100 foi lançado em 1960, entrando em serviço em fevereiro de 1964. O 727-200 foi lançado em 1965 e colocado em serviço em dezembro de 1967. Muitas versões derivadas foram criadas para atender os pedidos das empresas aéreas.

### 727-100

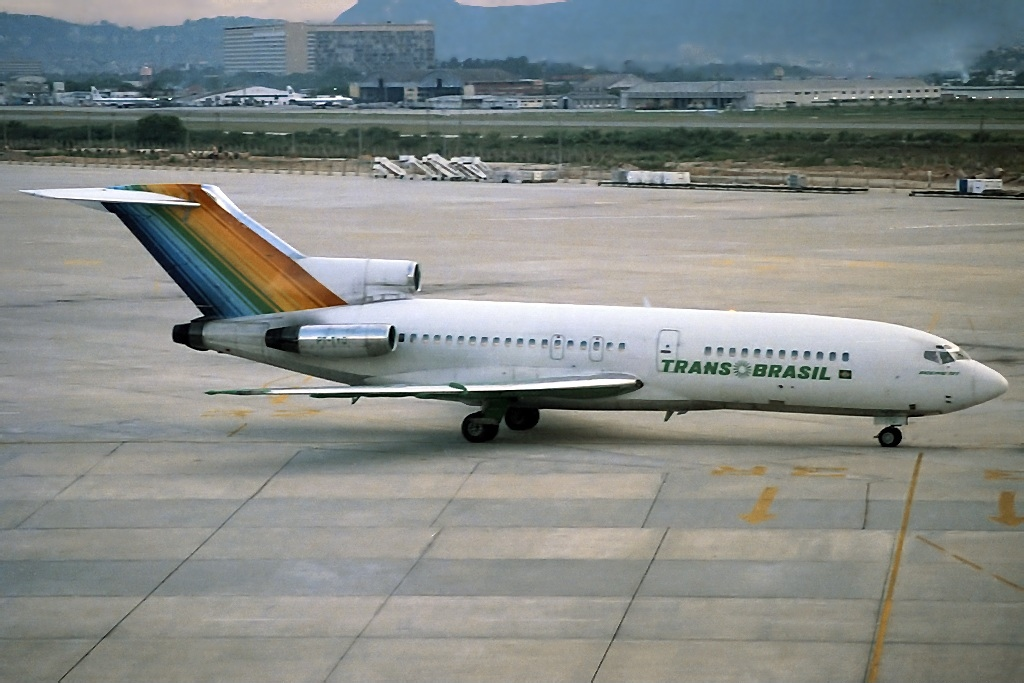
Um 727-100 nas cores da Transbrasil. O primeiro modelo possuía 41 metros de comprimento

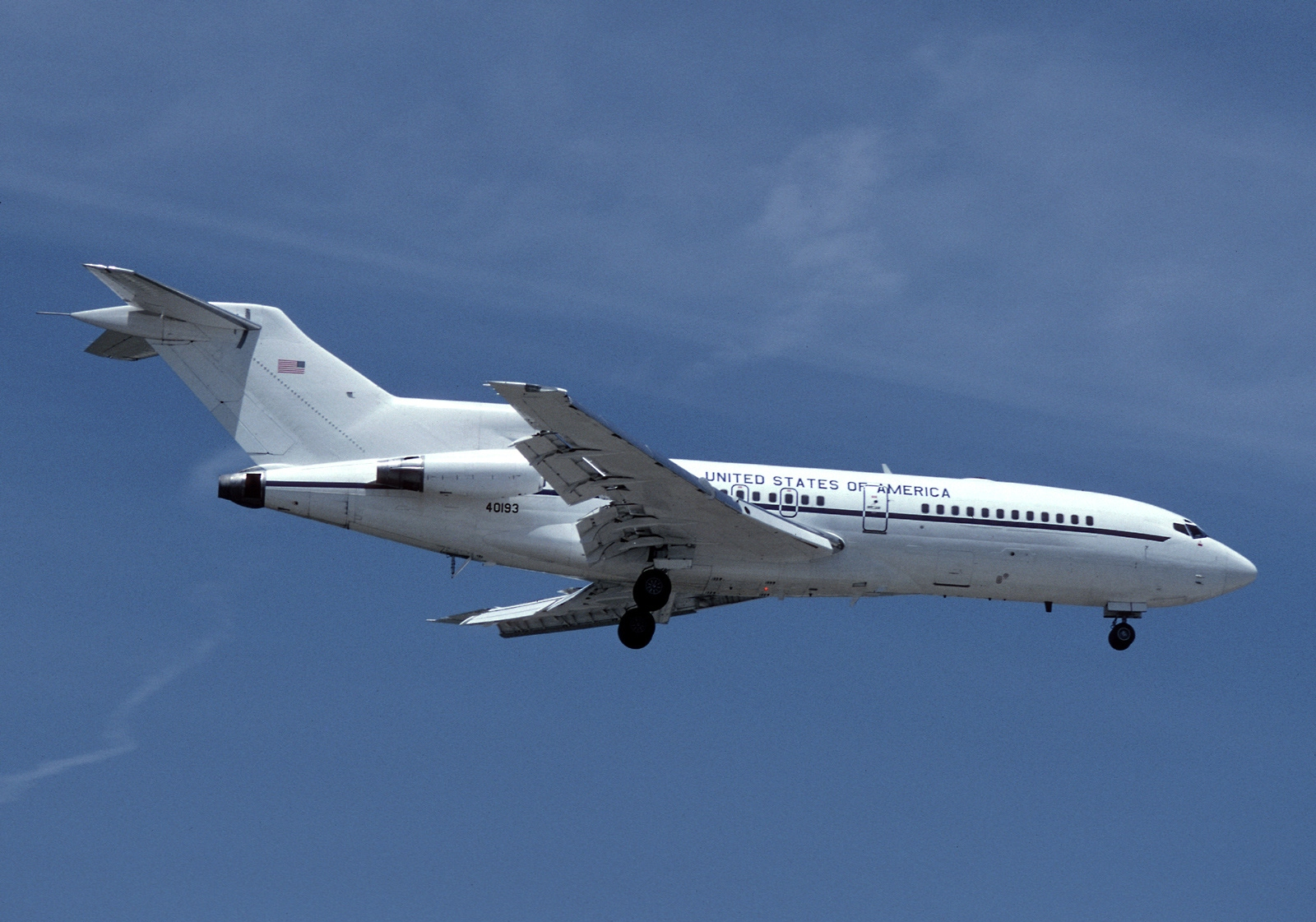
O único C-22A

O primeiro 727-100 (N7001U) voou pela primeira vez em 9 de fevereiro de 1963. A aprovação da FAA foi concedida em 24 de dezembro daquele ano, com entrega inicial à United Airlines em 29 de outubro de 1963, para permitir o início dos treinamentos para os pilotos. O primeiro serviço comercial do 727 foi realizado pela Eastern Air Lines em 1 de fevereiro de 1964, entre Miami, Washington, D.C. e Filadélfia.
Um total de 571 modelos da série 100 do Boeing 727 foram entregues, sendo o último em outubro de 1972. Um 727-100 foi retido pela Boeing, elevando a produção total para 572.
A designação -100 foi atribuída retroativamente para distinguir a versão original do comprimento curto. A aeronave real seguiu um padrão "727-00". As aeronaves foram entregues para a United Airlines como 727-22, para a American Airlines como 727-23 e assim por diante. Essas designações foram mantidas mesmo após a introdução do 727-200.

#### 727-100C
Versão de carga convertível de passageiros, porta de carga adicional e piso reforçado e vigas de piso, três ajustes alternativos:
- 94 passageiros em classes unidas
- 52 passageiros em classes unidas e quatro paletes de carga (22 700 libras; 10 300 kg)
- Oito paletes de carga (38 000 libras; 17 000 kg)

#### 727-100QC
QC significa Quick Change (mudança rápida). É semelhante à versão convertível, com piso de rolamentos para cozinha e paletes paletizados para carga, para permitir um tempo de troca muito mais rápido (30 minutos).

#### 727-100QF
QF significa Quiet Freighter (cargueiro silencioso). A conversão de cargas para a United Parcel Service, foram reequipados do Estágio 3 de ruído, com motores Rolls-Royce Tay mais silenciosos.

#### Boeing C-22A
Um único 727-30 adquirido da FAA, esta aeronave foi originalmente entregue à Lufthansa. Serviu principalmente com o Comando Sul dos Estados Unidos, voando da Cidade do Panamá para a Base Aérea de Howard.

#### Boeing C-22B
Quatro aeronaves 727-35 foram adquiridas da National Airlines pela Força Aérea dos Estados Unidos para a Guarda Nacional Aérea e transportar pessoal da Guarda Nacional.

### 727-200

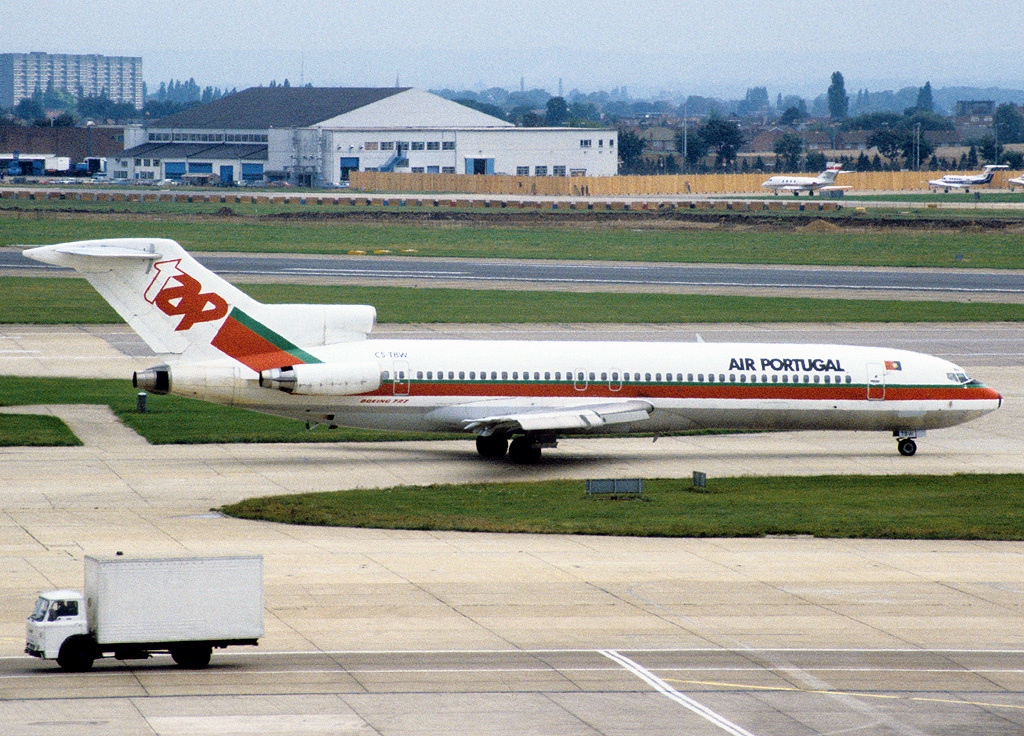
Um 727-200 nas cores da TAP Portugal. O segundo modelo do 727 era 6 metros mais longo que a versão anterior

Uma versão esticada do 727-100, a versão 200 é 20 pés (6,1 m) mais longo (153 pés e 2 polegadas; 46,69 m) do que a versão 100 (133 pés 2 polegadas; 40,59 m). Uma seção de fuselagem de 10 pés (3 m) ("plug") foi adicionada na frente das asas e outra seção de fuselagem de 10 pés foi adicionada atrás delas. A envergadura e a altura das asas permanecem as mesmas em -100 e -200 (108 e 34 pés (33 e 10 m) respectivamente. O 727-200 original tinha o mesmo peso bruto máximo que o 727-100. No entanto, conforme a aeronave evoluiu, uma série de pesos brutos mais altos e motores mais potentes foram introduzidos junto com outras melhorias, e da linha número 881, 727-200s são apelidados de -200 Advanced. O peso bruto da aeronave acabou aumentando de 169 000 para 209 500 libras (76 700 para 95 000 kg) para as versões mais recentes. A parte dorsal do motor número dois também foi redesenhada para ter uma forma redonda, em vez de oval, como era na série -100.
O primeiro 727-200 voou em 27 de julho de 1967, e recebeu a certificação da FAA em 30 de novembro de 1967. A primeira entrega foi feita em 14 de dezembro de 1967, para a Northeast Airlines. Um total de 310 727-200s foram entregues antes que a versão 200 fosse substituído na linha de produção pelo 727-200 Advanced em 1972.

#### 727-200C
Uma versão convertível de passageiros para cargueiro, apenas uma unidade foi construída.

#### 727-200 Advanced

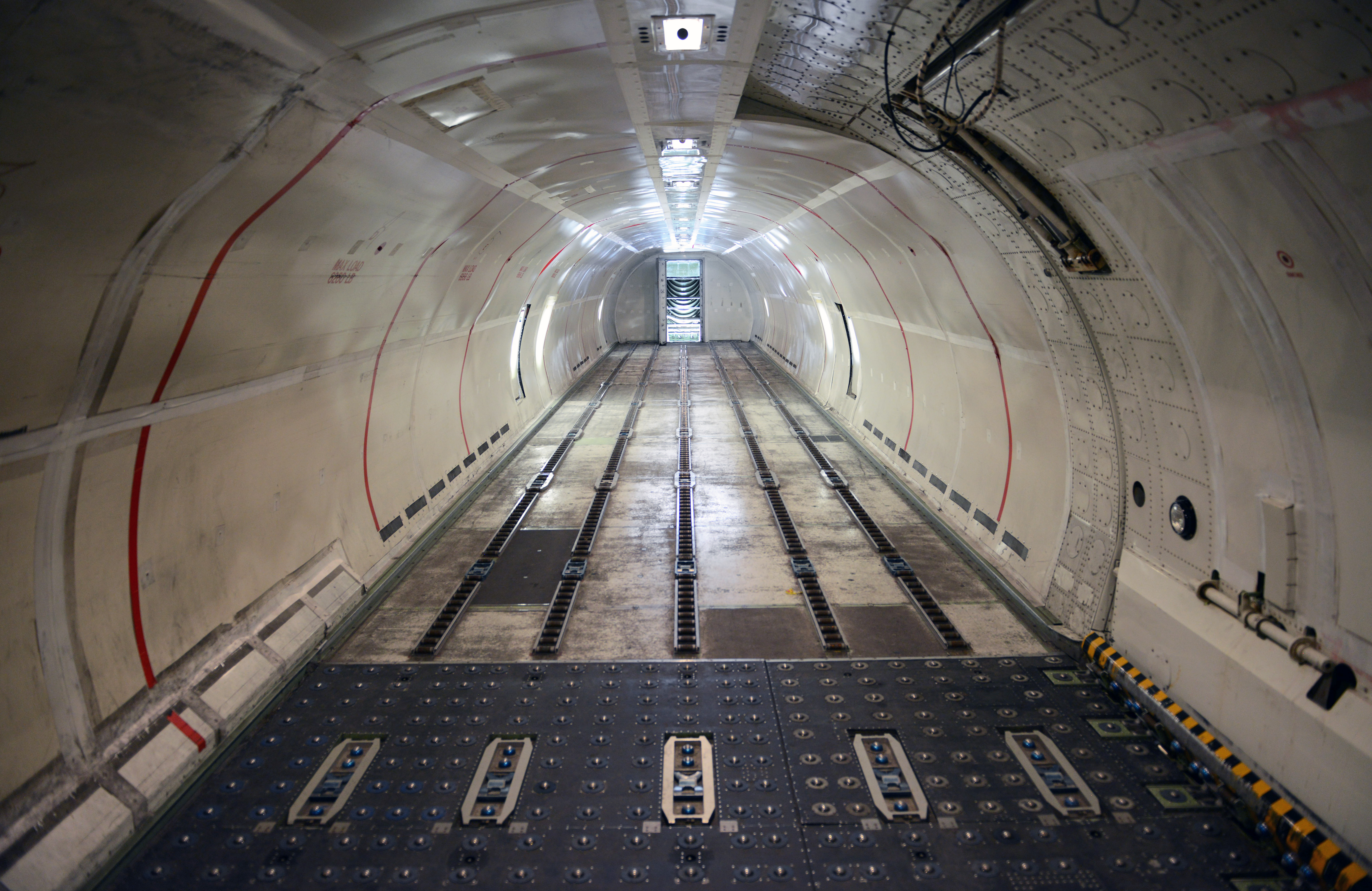
Compartimento de cargueiro

A versão avançada do 727-200 foi introduzida em 1970. Com motores mais potentes, capacidade de combustível aumentada e o peso máximo de decolagem (84,8 a 95,3 t) aumentaram o alcance de 1 930 a 2 550 nmi (3 570 a 4 720 km) ou em 32%. Após a primeira entrega em meados de 1972, a Boeing acabou aumentando a produção para mais de cem por ano para atender à demanda no final dos anos 70. Do modelo de passageiros do 727-200 Advanced, um total de 935 foram entregues. Após isso, foi dado lugar para a nova geração de aeronaves.

#### 727-200F Advanced
Uma versão cargueiro do 727-200 Advanced tornou-se disponível em 1981, designada Série 200F Advanced. Equipado com motores Pratt & Whitney JT8D-17A, ele apresentava uma estrutura de fuselagem reforçada, uma porta de carga dianteira do convés principal de 11 pés 2 pol (3,40 m) por 7 pés 2 pol (2,18 m) e uma cabine sem janelas. Quinze dessas aeronaves foram construídas, todas para a Federal Express (FedEx). Esta foi a última variante de produção do 727 a ser desenvolvida pela Boeing. O último 727 construído pela Boeing foi o 727-200F Advanced.

#### Super 27
A velocidade foi aumentada em 80 km/h, substituindo os dois motores laterais pelos JT8D-217 ou JT8D-219, que também são encontrados em muitos MD-80, juntamente com a adição de kits silenciosos ao motor central. Winglets foram adicionados a algumas dessas aeronaves para aumentar a eficiência de combustível. Esta modificação foi originalmente desenvolvida pela Valsan Partners, mas posteriormente foi comercializada pela Quiet Wing Technologies em Redmond, Washington.

#### Boeing C-22C
Uma único 727-212 foi operado pela USAF.

## Operação atual

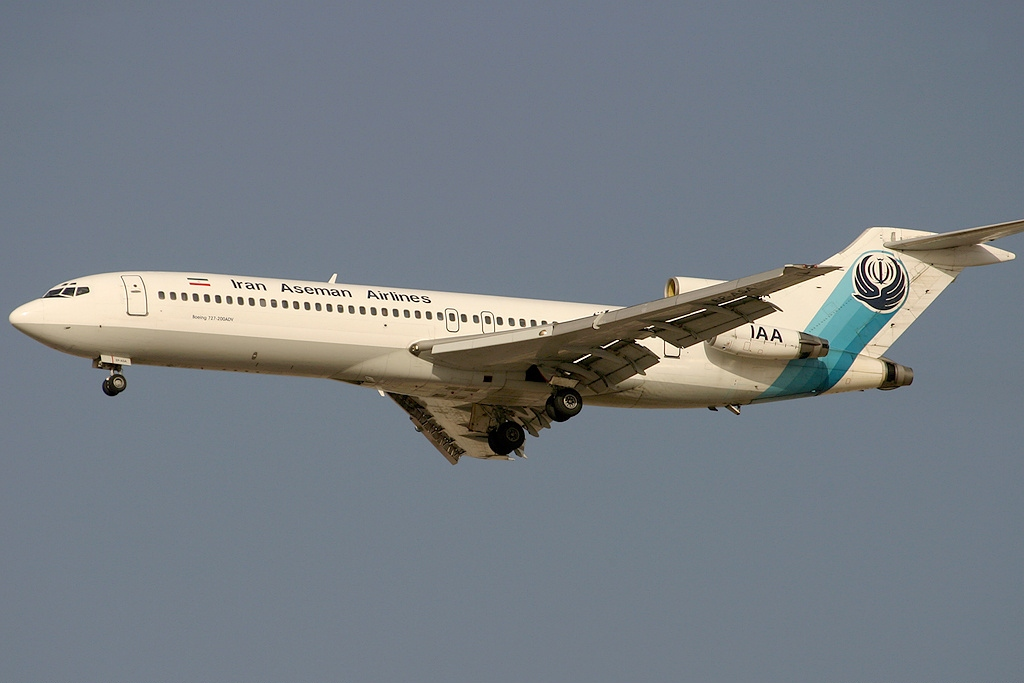
A Iran Aseman Airlines operou o último voo programado do 727 em 2019.

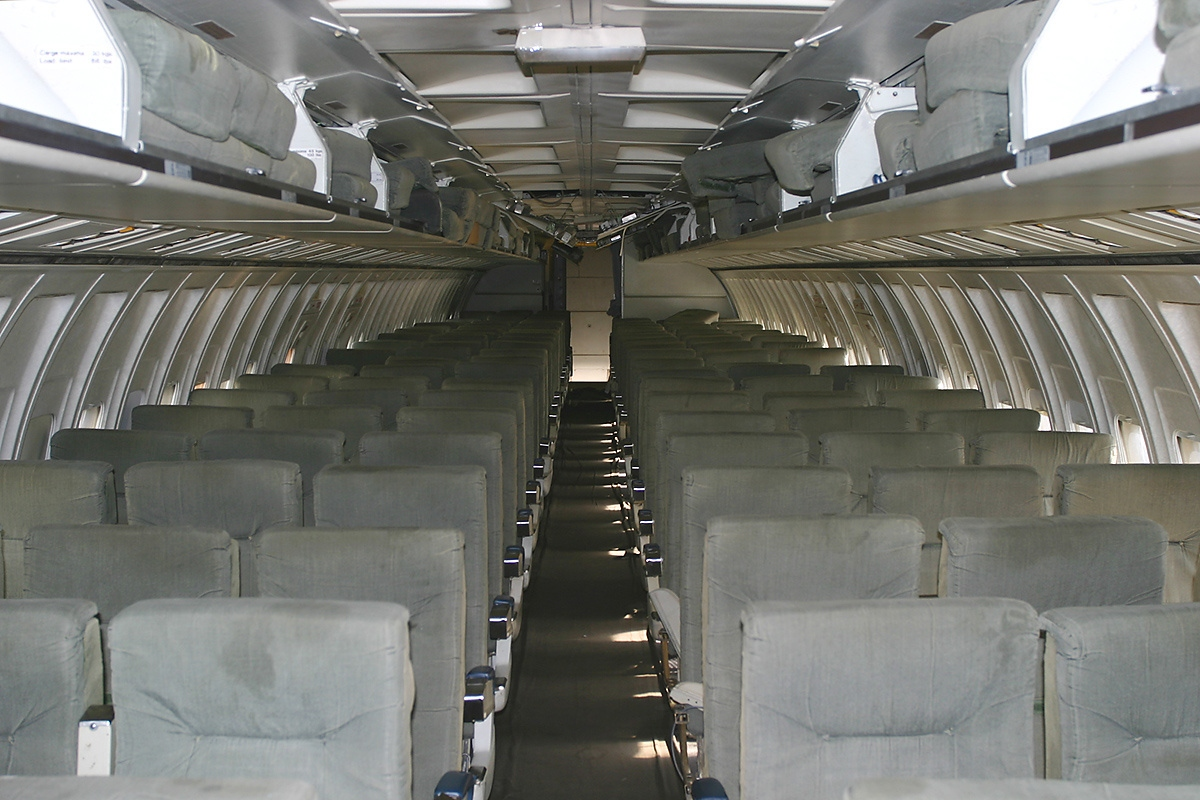
Interior de um Boeing 727 na configuração 3-3

Vários exemplares do 727 continuam a voar, principalmente por empresas cargueiras. Em 2008, a Aerolineas Sudamericanas, da Bolívia, adquiriu duas aeronaves para iniciar suas atividades. Pela configuração de 3 motores, o tipo se torna ideal para operar nas elevadas altitudes do país andino, porém a empresa faliu no mesmo ano por problemas financeiros.
No Brasil e como em grande parte do mundo, o B727F é utilizado como aeronave para transporte de carga. Seu alto nível de ruído e consumo acabam inviabilizando o emprego na aviação comercial de passageiros. Porém, sua capacidade de carga (que gira em torno das 25 ton) e alcance o tornaram um dos melhores aviões para transporte de cargas no Brasil. Hoje, muitas empresas do Brasil tornam possível ver novamente nos céus a silhueta única do trirreator da Boeing. Mesmo sendo uma aeronave que consome bastante, ela é econômica em comparação com outros modelos dos anos 60/70 que ainda continuam voando para carga como os DC-8 e 707 que são quadrimotores da primeira geração da "Era Jato".

### Operadores comerciais

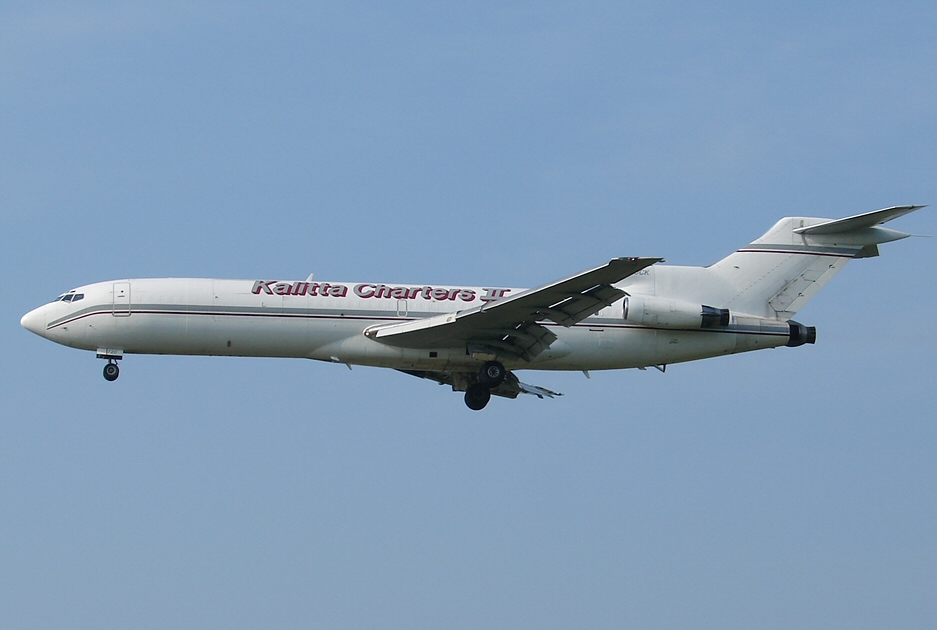
A Kalitta Charters é a maior operadora de 727 atualmente, com seis aviões em sua frota.

Até maio de 2020, havia treze aviões Boeing 727 (1× 727-100s e 12× -200s) em serviço comercial com seis companhias aéreas, mais um em uso governamental e privado. Iran Aseman Airlines, a última operadora de linha aérea de passageiros, fez o último voo programado do 727 em 13 de janeiro de 2019. Esses operadores têm cinco ou mais aeronaves para carga:
- Kalitta Charters (6)
- Carga LAS (6)
- Serve Air (5)

T2 Aviation Ltd usa dois antigos cargueiros FedEx 727-200 modificados, operados por dois aviões Excel Aviation, equipados com tanques de dispersão de óleo e barras de pulverização para responder a derramamentos de óleo.
Zero Gravity Corporation usa um 727-200 modificado em operações de transporte de passageiros com gravidade reduzida.
A transportadora de carga colombiana AeroSucre usa dois aviões 727-200, registrados HK-5216 e HK-5239, além da Total Linhas Aéreas, que também utiliza três aviões 727-200F.

### Governo, militares e outros operadores

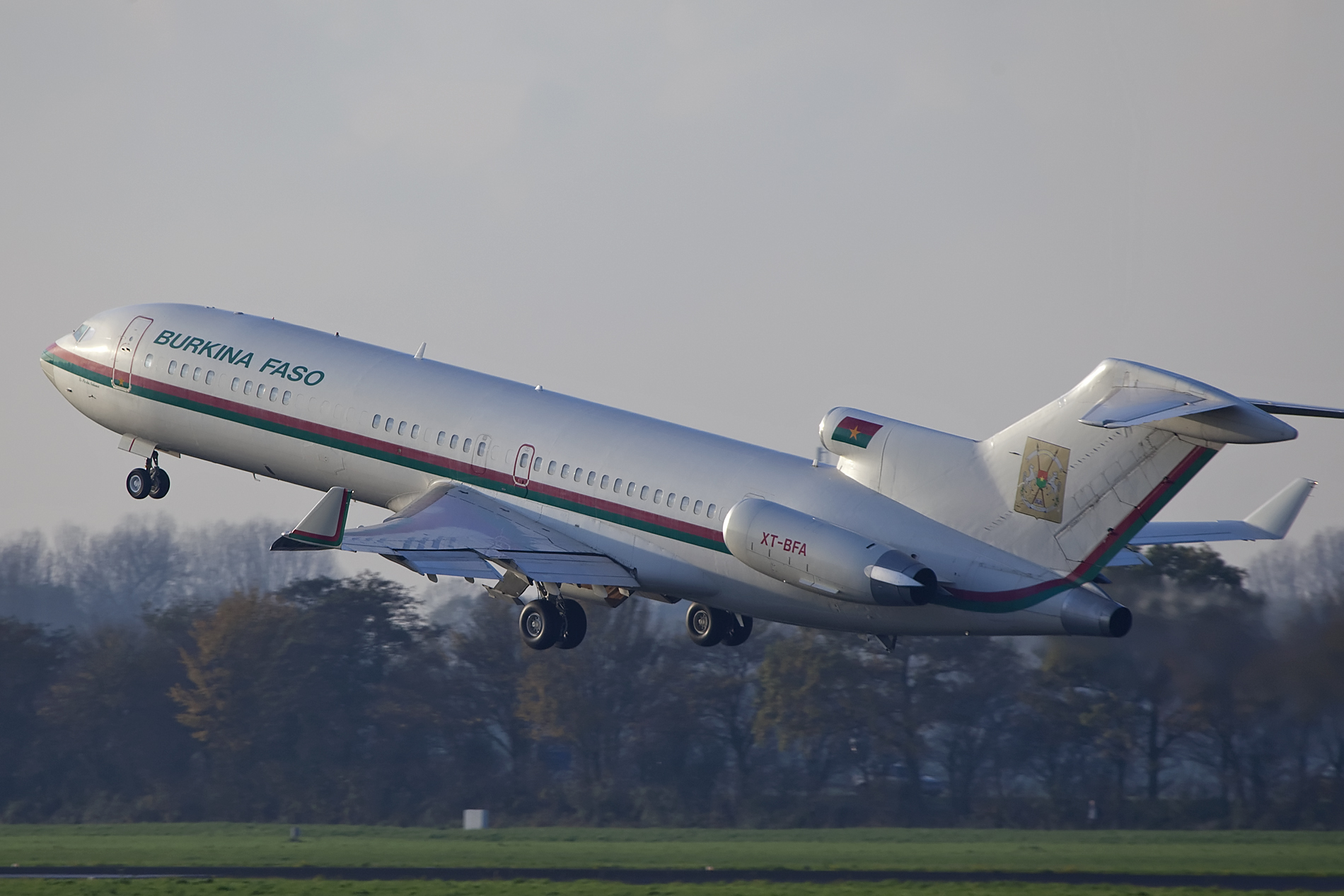
Um 727 do governo de Burkina Faso

Além disso, houve um esporádico uso do 727 pelo governo, fazendo aparições junto às forças aéreas belgas, iugoslavas, mexicanas, da Nova Zelândia e do Panamá, entre o pequeno grupo de agências governamentais que o usaram.
| País                           | Utilizador                                                                | Notas                                                             | Referências |
| ------------------------------ | ------------------------------------------------------------------------- | ----------------------------------------------------------------- | ----------- |
| Afeganistão                    | Força Aérea Afegã                                                         | Três foram adquiridos da Ariana Afghan Airlines                   | [ 38 ]      |
| Benim                          | Forças Armadas do Benim (1)                                               |                                                                   |             |
| Bolívia                        | Força Aérea Boliviana (Transporte Aereo Militar) (1)                      |                                                                   |             |
| Burquina Fasso                 | Força Aérea de Burkina Faso (1)                                           |                                                                   |             |
| Colômbia                       | Governo Colombiano Força Aérea Colombiana (2)                             |                                                                   |             |
| República Democrática do Congo | Force Aérienne du Congo (4)                                               |                                                                   |             |
| Djibuti                        | Força Aérea do Djibouti (2)                                               |                                                                   | [ 39 ]      |
| Equador                        | Força Aérea Equatoriana (3)                                               |                                                                   |             |
| Iraque                         | Governante do Iraque, Salah Aldin (1)                                     |                                                                   |             |
| México                         | Força Aérea Mexicana (5), retirado em 2017 Polícia Preventiva Federal (4) |                                                                   |             |
| Nova Zelândia                  | Força Aérea Real da Nova Zelândia (3)                                     | Retirado em 2003                                                  |             |
| Reino Unido                    | Oil Spill Response Limited                                                |                                                                   | [ 40 ]      |
| Estados Unidos                 | Força Aérea dos Estados Unidos                                            | Anteriormente utilizado como transporte militar, denominado C-22. |             |

### Aeronave particular
Vários 727s foram equipados para uso como aeronaves particulares, especialmente desde o início dos anos 1990, quando as principais companhias aéreas começaram a eliminar os modelos 727-100 mais antigos de sua frota. Donald Trump viajou em um antigo American Airlines 727-100 com sala de jantar, quarto e chuveiro antes de fazer upgrade para um Boeing 757 maior em 2009; Peter Nygård adquiriu um 727-100 para uso privado em 2005. O financista americano Jeffrey Epstein possuía um 727 privado apelidado de "Lolita Express". Os Gettys compraram o N311AG da Revlon em 1986, e Gordon Getty adquiriu a aeronave em 2001.

### No Brasil
Operaram com o Boeing 727 no Brasil:
- Cruzeiro: B727-100
- Fly: B727-200ADV
- Itapemirim Cargo: 727-100F e 727-200F
- Sava: B727-100F
- RIO: B727-200F
- Sideral: B727-200F
- Transbrasil: B727-100
- VARIG: B727-100
- VARIG LOG: B727-100F e B727-200F
- VASP: B727-200
- VASPEX: B727-200F
- Via Brasil: B727-2B6 ADV
- Total Cargo: B727-200F
- Asas Linhas Aéreas[47]

## Acidentes e incidentes
Houve vários acidentes com o Boeing 727, sendo dois deles ocorridos no Brasil. Até janeiro de 2019, um total de 351 incidentes envolvendo aviões 727 ocorreram, incluindo 119 acidentes que resultaram em um total de 4.211 vítimas fatais.
O voo VASP 168 foi um acidente aéreo que aconteceu em 8 de junho de 1982, quando um Boeing 727 com destino a Fortaleza se chocou contra a Serra da Aratanha, próximo de Pacatuba, Ceará. Todos os 137 ocupantes morreram na colisão, sendo esse o quarto maior acidente aéreo da história da aviação brasileira. Outro acidente com Boeing 727 em solo brasileiro ocorreu no dia 12 de Abril de 1980 em Florianópolis, Santa Catarina. A aeronave modelo 727-027C de prefixo PT-TYS, da Transbrasil, com 57 pessoas a bordo colidiu com o morro Virginia, localidade de Ratones, distante quarenta quilômetros do centro da cidade: 54 vitimas fatais.
Outro acidente foi o Voo PSA 182 (Pacific Southwest Airlines) um Boeing 727-200 que colidiu com um Cessna 172, o voo 182, com destino a San Diego estava iniciando sua aproximação visual para a pista 27, com tempo bom, para o aeroporto de San Diego quando, repentinamente, um Cessna 172 que havia decolado do campo Montgomery às 08h16 para um voo de instrução, liberado para voo rumo ao campo Lindbergh em modo visual a uma altura de aproximadamente 450 metros, mas que estava mais alto, chocando-se contra a asa direita do 727 da PSA. O Boeing entrou em uma curva leve para a direita e continuou desta maneira até cair em um subúrbio da cidade, em plena área residencial, matando todos a bordo e mais sete pessoas no solo. Os ocupantes do Cessna também morreram na queda da aeronave. 135 pessoas no Boeing 727, 2 no Cessna e mais 7 no Solo morreram, totalizando 144 vitimas fatais.
Um dos acidentes mais graves foi com um Boeing 727-256 da Iberia que se acidentou quando se preparava para pousar no Aeroporto de Sondica em Bilbao na Espanha. O acidente matou 148 pessoas: 141 passageiros e 7 tripulantes.
Em 19 de Novembro de 1977, um avião Boeing 727-200 da TAP despenhou-se no final da pista do Aeroporto da Madeira. Foi o mais grave acidente da história da aviação em Portugal que provocou 131 mortos e 33 sobreviventes. As causas exactas do acidente ainda estão por apurar mas os factores mais apontados foram as más condições meteorológicas aliadas à curta pista ou uma falha humana.
O acidente que matou mais pessoas foi um 727-264 da companhia mexicana em 1986, com 167 vítimas mortais.

## Pedidos e entregas
| Ano      | Total | 1984 | 1983 | 1982 | 1981 | 1980 | 1979 | 1978 | 1977 | 1976 | 1975 | 1974 | 1973 |
| -------- | ----- | ---- | ---- | ---- | ---- | ---- | ---- | ---- | ---- | ---- | ---- | ---- | ---- |
| Pedidos  | 1.831 | 0    | 1    | 11   | 38   | 68   | 98   | 125  | 133  | 113  | 50   | 88   | 92   |
| Entregas | 1.831 | 8    | 11   | 26   | 94   | 131  | 136  | 118  | 67   | 61   | 91   | 91   | 92   |

| Ano      | 1972 | 1971 | 1970 | 1969 | 1968 | 1967 | 1966 | 1965 | 1964 | 1963 | 1962 | 1961 | 1960 |
| -------- | ---- | ---- | ---- | ---- | ---- | ---- | ---- | ---- | ---- | ---- | ---- | ---- | ---- |
| Pedidos  | 119  | 26   | 48   | 64   | 66   | 125  | 149  | 187  | 83   | 20   | 10   | 37   | 80   |
| Entregas | 41   | 33   | 55   | 114  | 160  | 155  | 135  | 111  | 95   | 6    | 0    | 0    |      |

Fonte: Dados da Boeing, até o fim da produção
Pedidos e entregas do Boeing 727 (cumulativo, por ano):

 Pedidos
 Entregas

### Sumário de variantes
| Variante | Código ICAO | Pedidos | Entregas |
| -------- | ----------- | ------- | -------- |
| 727-100  | B721/R721   | 407     | 407      |
| 727-100C | B721        | 164     | 164      |
| 727-200  | B722        | 310     | 310      |
| 727-200C |             | 930     | 930      |
| 727-200F | B722/R722   | 15      | 15       |
| Total    | Total       | 1831    | 1831     |

Fonte: Boeing

## Aeronaves em exposição
Há um número comparativamente grande de 727 preservados, em grande parte como resultado da doação pela FedEx de 84 deles a várias instituições. A grande maioria das aeronaves foi destinada a programas universitários de manutenção de aviação. Todos, exceto cinco, estão localizados nos Estados Unidos.
- N7001U — 727-022 em exibição estática no Museu de Voo em Seattle, Washington. Foi o primeiro 727 concluído. Ele partiu de Paine Field em Everett, Washington e pousou no museu em 2 de março de 2016.[53][54]
- N7017U — 727 em exibição estática no Museu de Ciência e Indústria em Chicago, Illinois. Ele foi doado pela United Airlines, que o operou como N7017U. Ele apresenta seções cortadas mostrando a estrutura do avião e o lavatório, vista da cabine e algumas fileiras de assentos.[55][56]
- N186FE — 727-100 em exibição estática no Owens Community College em Perrysburg, Ohio. Anteriormente operado pela FedEx como N186FE e doado pela empresa em 2007.[57][58]
- N117FE — 727-123F em exibição estática com a Middle Tennessee State University no Aeroporto Municipal de Murfreesboro em Murfreesboro, Tennessee. Anteriormente, era operado pela FedEx como N117FE.[59][60]
- N199FE — 727-173C em exibição estática no Museu de Aviação do Kansas em Wichita, Kansas. Anteriormente, era operado pela FedEx como N199FE.[61][62]
- N113FE Jarrod — 727-022C em armazenamento no Museu Nacional de Aviação Comercial em Atlanta, Geórgia. Anteriormente, era operado pela FedEx como N113FE e, antes disso, pela United Airlines como N7437U.[63]
- N265SE Paul — 727-200 em exibição estática no Florida Air Museum em Lakeland, Flórida. Anteriormente, era operado pela FedEx como N265FE.[64][65]
- N492FE Two Bears — 727-227 em exibição estática com a Universidade do Alasca em Merrill Field em Anchorage, Alasca. Anteriormente, era operado pela FedEx como N492FE e foi doado pela empresa em 26 de fevereiro de 2013.[66][67][68][69]
- N874AA — 727-223 armazenado para o Airline History Museum em Boeing Field em Seattle, Washington.[70]
- NZ7272 — o nariz do 727-22C está atualmente armazenado no Museu da Força Aérea da Nova Zelândia em Christchurch, Nova Zelândia e ainda não foi exibido.
- G-BNNI Lady Patricia — 727-276 pilotado pela última vez pela Sabre Airways em 2000. Comprado pela 727 Communications, uma empresa de publicidade em Skanderborg, Dinamarca, agora serve como uma sala de conferências e outdoor em seus escritórios.[71][72]

## Especificações
Dados de Aeronaves da Boeing desde 1916

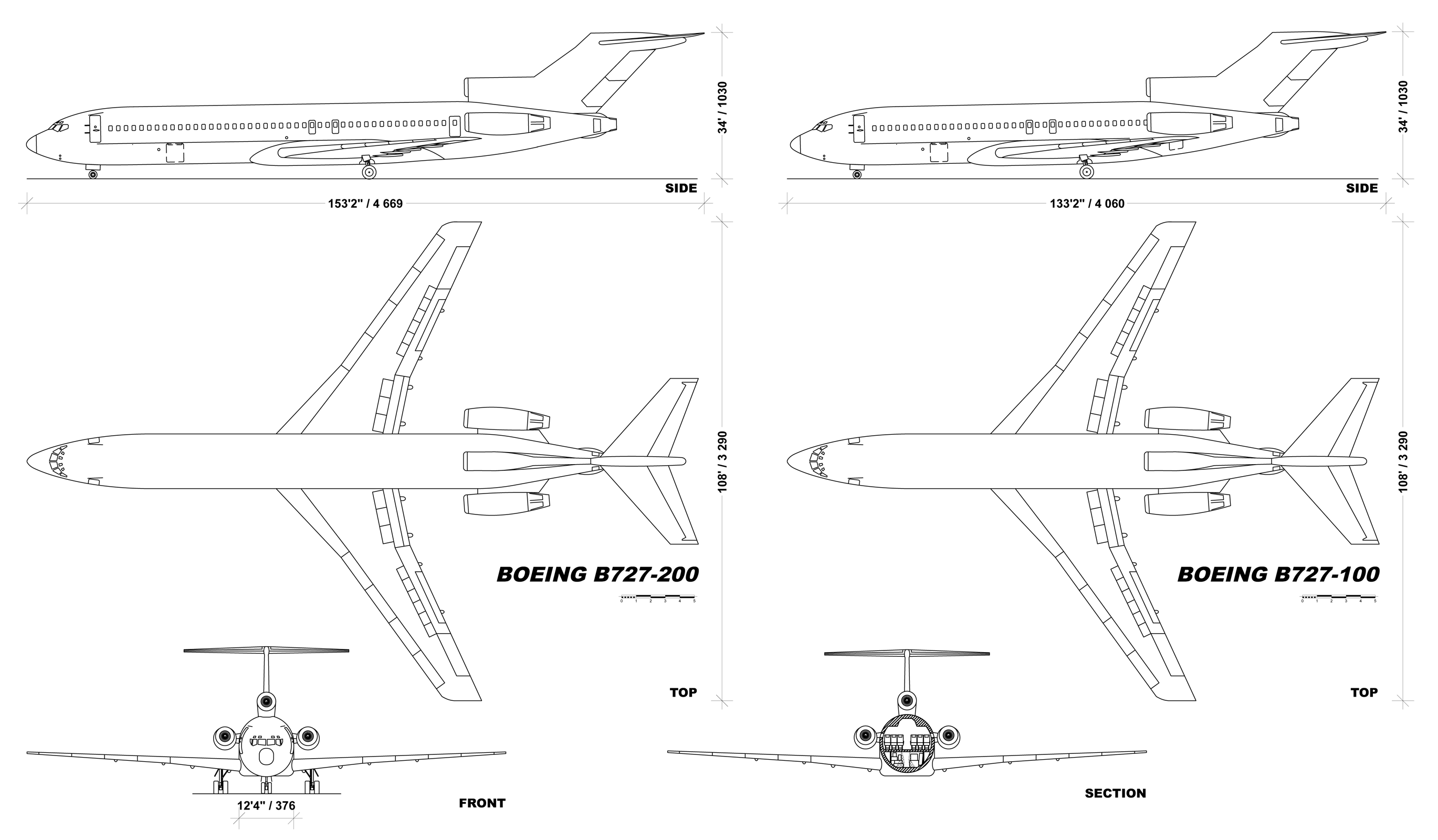
Comparação de tamanho das diferentes versões do 727

| Variante                          | 727-100                                    | 727-200                                    | 727-200 Adv.                               | 727-200F                                   |
| --------------------------------- | ------------------------------------------ | ------------------------------------------ | ------------------------------------------ | ------------------------------------------ |
| Tripulação                        | três: piloto, copiloto e engenheiro de voo | três: piloto, copiloto e engenheiro de voo | três: piloto, copiloto e engenheiro de voo | três: piloto, copiloto e engenheiro de voo |
| Assentos em duas classes          | 106: 16F@38", 90Y@34"                      | 134: 20F@38", 114Y@34"                     | 134: 20F@38", 114Y@34"                     | -                                          |
| Assentos em classe única          | 125@34"                                    | 155@34"                                    | 155@34"                                    | -                                          |
| Limite (por saídas de emergência) | 131                                        | 189                                        | 189                                        | -                                          |
| Comprimento                       | 40,59 m                                    | 46,68 m                                    | 46,68 m                                    | 46,68 m                                    |
| Altura                            | 10,44 m                                    | 10,65 m                                    | 10,65 m                                    | 10,65 m                                    |
| Largura da cabine                 | 3,56 m                                     | 3,56 m                                     | 3,56 m                                     | 3,56 m                                     |
| Envergadura                       | 32,92 m                                    | 32,92 m                                    | 32,92 m                                    | 32,92 m                                    |
| Asa                               | 153,29 m², 32° de enflechamento            | 153,29 m², 32° de enflechamento            | 153,29 m², 32° de enflechamento            | 153,29 m², 32° de enflechamento            |
| MTOW                              | 76 700 kg (169 000 lb)                     | 78 100 kg (172 000 lb)                     | 95 100 kg (210 000 lb)                     | 92 126 kg (203 000 lb)                     |
| OEW                               | 39 800 kg (87 700 lb)                      | 44 330 kg (97 700 lb)                      | 45 720 kg (101 000 lb)                     | 45 720 kg (101 000 lb)                     |
| Capacidade de combustível         | 29 069 L                                   | 30 620 L                                   | 40 060 L                                   | 30 677 L                                   |
| Motores x3                        | Pratt & Whitney JT8D-1/7/9                 | JT8D-7/9/11                                | -9/15/17/17R                               | -9/15/17/17R                               |
| Empuxo x3                         | 6 350 a 6 577 kgf                          | 6 350 a 6 803 kgf                          | 6 577 a 7 892 kgf                          | 6 577 a 7 892 kgf                          |
| Alcance                           | 2 250 m.n. (4 170 km)                      | 1 900 m.n. (3 520 km)                      | 2 550 m.n. (4 720 km)                      | 1 597 m.n. (2 960 km)                      |
| Pista necessária para decolagem   | 8 300 ft (2 530 m)                         | 8 400 ft (2 560 m)                         | 10 100 ft (3 080 m)                        | 10 100 ft (3 080 m)                        |
| MMO (Máximo Mach)                 | 0,9 Ma (1 100 km/h)                        | 0,9 Ma (1 100 km/h)                        | 0,9 Ma (1 100 km/h)                        | 0,9 Ma (1 100 km/h)                        |
| Velocidade de cruzeiro            | 907 km/h (490 kn)                          | 953 km/h (515 kn)                          | 953 km/h (515 kn)                          | 953 km/h (515 kn)                          |
| Teto operacional                  | 42 000 ft (12 800 m)                       | 42 000 ft (12 800 m)                       | 42 000 ft (12 800 m)                       | 42 000 ft (12 800 m)                       |